# Княжество Дукаджини
Кня́жество Дукаджи́ни (1387—1444) — средневековое княжество в Албании. Было создано братьями Палом и Лекой I Дукаджини и управлялось потомками Пала.

## Правители
- Пал I Дукаджини
- Лека I Дукаджини
- Тануш Дукаджини
- Пал II Дукаджини, участник Лежской лиги
- Лека III Дукаджини